# Euthelyconychia clausa
Euthelyconychia clausa là một loài ruồi trong họ Tachinidae.